# بی‌سی اکسپرس (پاروزن عقب کشتی)
بی‌سی اکسپرس (پاروزن عقب کشتی) (به انگلیسی: BC Express (sternwheeler)) یک کشتی بود. این کشتی در سال ۱۹۱۲ ساخته شد.